# 亞歷山大·唐納

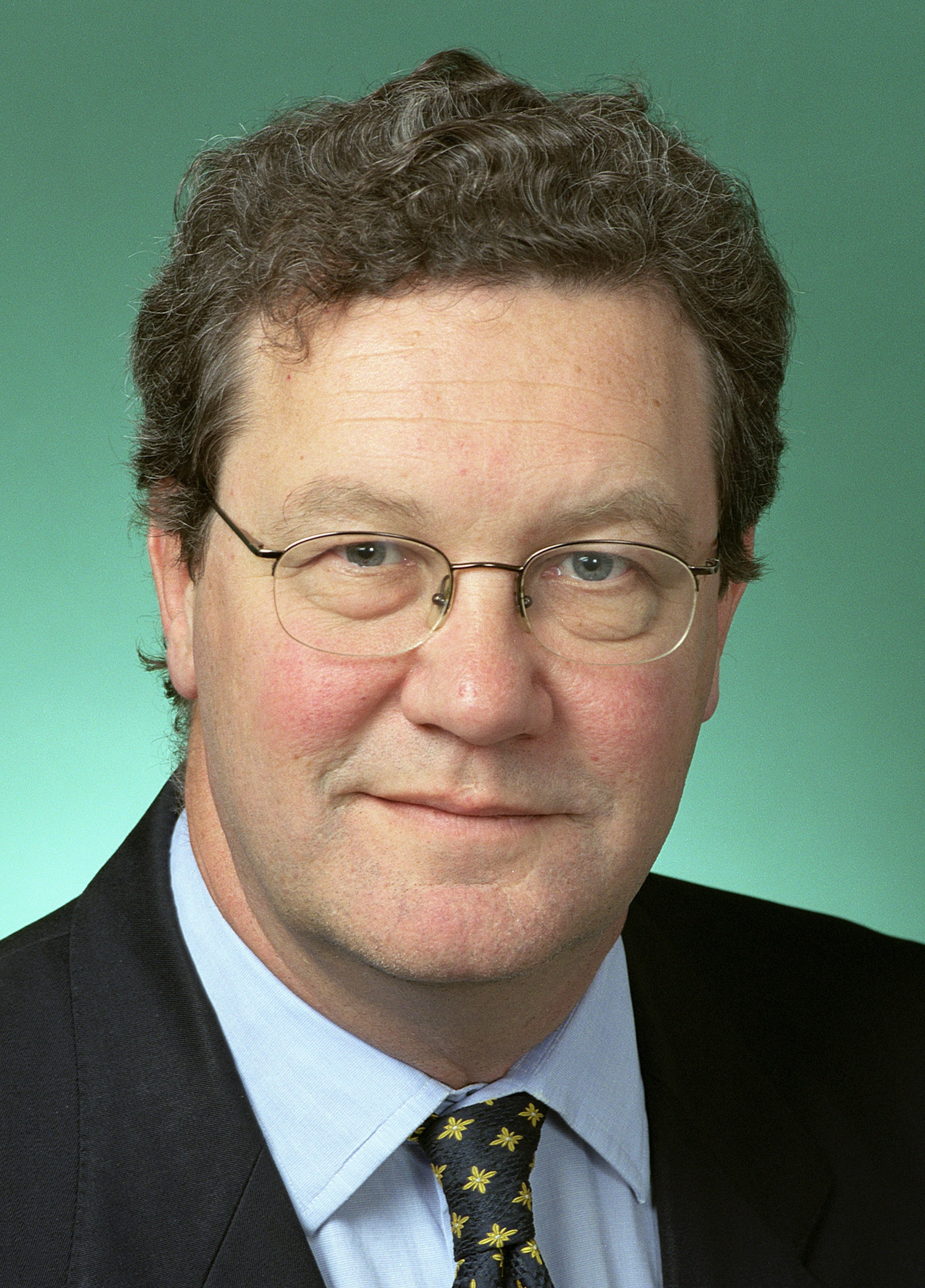
亞歷山大·唐納

亞歷山大·唐納（Alexander Downer，1951年9月9日—），澳大利亞政治人物，澳大利亞自由黨黨員，1996年至2007年间任澳大利亞外交部長，是澳大利亚歷史上任期最長的一位外交部長。

## 背景
唐納的父親是前澳大利亞國會議員（1949—1964），其祖父在1901年成為第一屆聯邦參議員。唐納畢業於英國紐卡素大學。在1994年-1995年之間擔任澳大利亞自由黨的黨魁。

## 擔任外長之政績
參與東帝汶獨立運動。九一一恐怖攻擊事件後，主力支持政府與美國結盟。堅定支持伊拉克戰爭的合法性。

## 官方網頁
- 澳洲外長官方網頁 （页面存档备份，存于）